# Ole von Beust

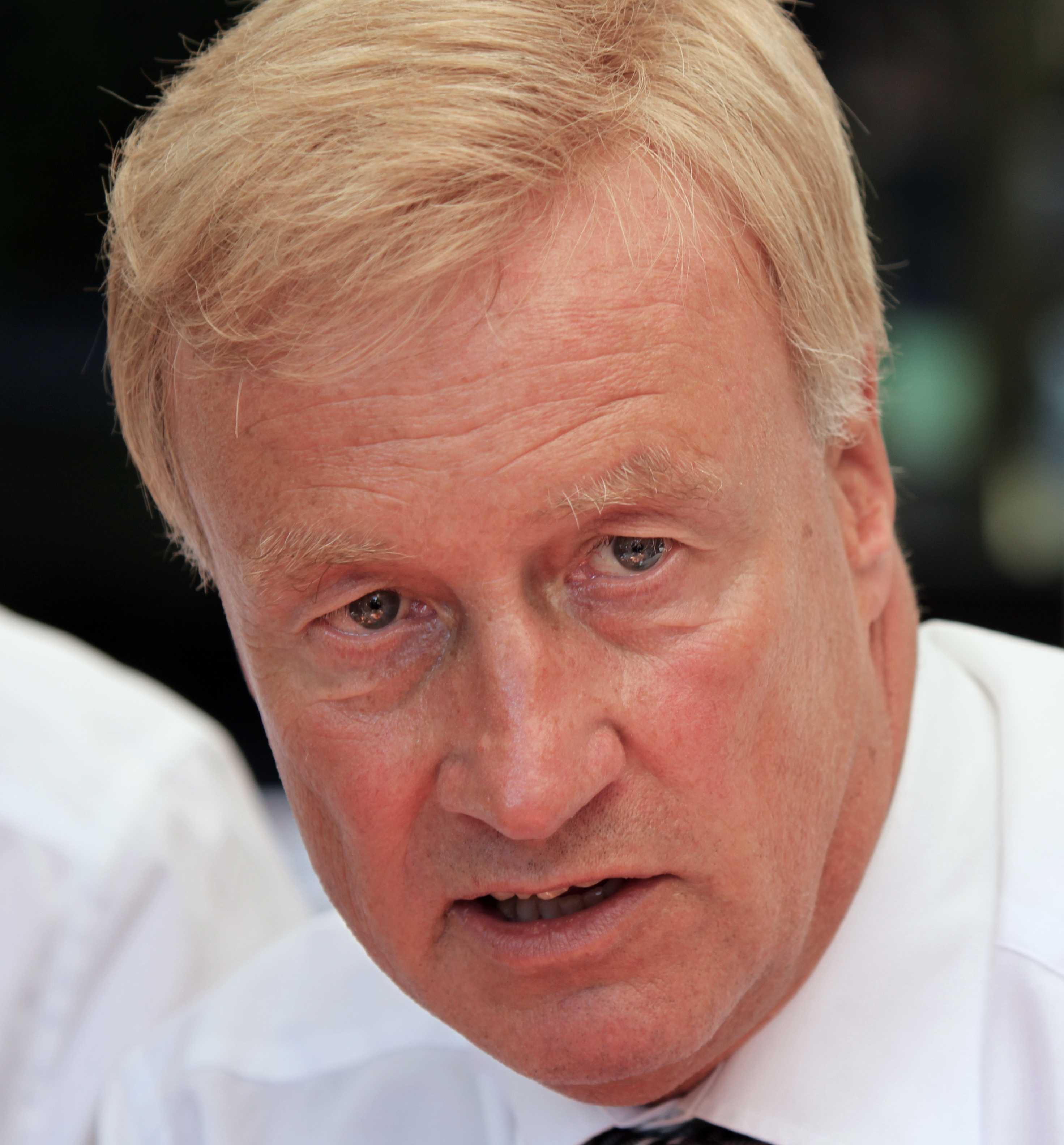
Ole von Beust (2009)

Ole Freiherr von Beust, geboren als Carl-Friedrich Arp Freiherr von Beust (* 13. April 1955 in Hamburg) ist ein ehemaliger deutscher Politiker (CDU). Vom 31. Oktober 2001 bis zum 25. August 2010 war er Erster Bürgermeister der Freien und Hansestadt Hamburg.

## Familie, Ausbildung und Beruf
Ole von Beust ist der jüngste von drei Söhnen von Achim-Helge Freiherr von Beust und seiner Frau Hanna geb. Wolff. Beust war der Name eines alten altmärkischen Adelsgeschlechts mit Stammhaus in Büste bei Stendal. Sein Name bis zur Volljährigkeit war Carl-Friedrich Arp Freiherr von Beust. Als Kind wurde er von seiner Großmutter auf Plattdeutsch „Ole Popp“ (alte Puppe) gerufen. Den neuen Namen Ole von Beust ließ er mit Erreichen der Volljährigkeit standesamtlich eintragen.
Von Beust absolvierte sein Abitur 1973 am Hamburger Walddörfer-Gymnasium im Stadtteil Volksdorf. 1975 begann er ein Studium der Rechtswissenschaften an der Universität Hamburg, das er 1980 mit dem ersten juristischen Staatsexamen abschloss. Das sich hieran anschließende Referendariat schloss er 1983 mit dem zweiten juristischen Staatsexamen ab. Seitdem ist er als selbständiger Rechtsanwalt zugelassen. Außerdem ist  von Beust seit dem 1. Oktober 2010 Senior Advisor der Unternehmensberatung Roland Berger und geschäftsführender Mitgesellschafter der von Beust & Coll. Beratungsgesellschaft, die Strategie- und Kommunikationsberatung für Unternehmen und Verbände anbietet. Seit März 2012 ist er Senior Advisor der Investment Support and Promotion Agency of Turkey (ISPAT). Ein für Ende 2016 von ihm angekündigtes Ende seiner Tätigkeit für die Behörde wurde im Mai 2017 von der ISPAT dementiert.
Seit Mai 2013 lebt von Beust in einer eingetragenen Lebenspartnerschaft mit dem 36 Jahre jüngeren Lukas Förster.

## Politik

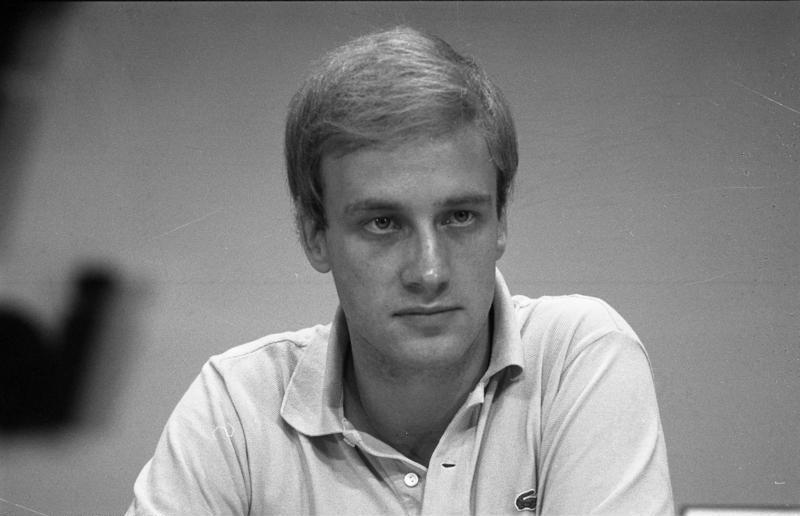
Ole von Beust auf dem CDU-Bundesparteitag 1981 in Hamburg

Mit 16 Jahren trat Ole von Beust 1971 in die CDU ein und wurde 1973 Assistent der Bürgerschaftsfraktion der CDU, 1976 Landesvorsitzender der Schüler Union Hamburg. Von 1977 bis 1983 war er Landesvorsitzender der Jungen Union. Von 1992 bis 2010 war er Mitglied im Landesvorstand der Hamburger CDU, ab 1998 bis 2010 war er außerdem Mitglied im Bundesvorstand der CDU.
Von 1978 bis 2010 war von Beust Bürgerschaftsabgeordneter (Mitglied der Hamburgischen Bürgerschaft), wobei sein Mandat seit der Wahl zum Ersten Bürgermeister am 31. Oktober 2001 aufgrund von Artikel 39 der Hamburger Verfassung ruhte. Von 1993 bis 2001 war von Beust Fraktionsvorsitzender der CDU in der Hamburgischen Bürgerschaft.
Bei der Bürgerschaftswahl in Hamburg 1991 erreichte die CDU 35,1 % der Stimmen. Die Wahl wurde wegen undemokratischer Kandidatennominierung innerhalb der CDU von mehreren CDU-Mitgliedern, unter anderem Markus Wegner, angefochten. Vor dem Hamburgischen Verfassungsgericht, das 1993 die Wahlen für ungültig erklärte, trat Beust als Justitiar der Hamburger CDU auf.
Bei der Bürgerschaftswahl in Hamburg 1993 erreichte die CDU lediglich 25,1 %, während Markus Wegner mit der Wählervereinigung Statt Partei mit 5,6 % überraschend ins Hamburger Rathaus einziehen konnte. Als Verlierer der Wahl galt Jürgen Echternach, der langjährige Landesvorsitzende der CDU, der allerdings bereits im Jahr vor der Wahl den Landesvorsitz abgegeben hatte.
Bei der Bürgerschaftswahl in Hamburg 1997 war Beust Spitzenkandidat der CDU. Da seine Homosexualität bereits ein offenes Geheimnis innerhalb der Partei war, glaubt Beust heute, er sei nur aufgestellt worden, weil niemand ahnte, dass er gewinnen könne. Die Wahl führte trotz einigen Zugewinns (CDU 30,7 %) nicht zum Regierungswechsel. Aber auch die Regierungskoalition unter Bürgermeister Henning Voscherau aus SPD (36,2 %) und STATT Partei (3,5 %) konnte nicht weiterregieren, da letztere an der 5-%-Hürde scheiterte. Am 21. April 2001 wurde er erneut zum Spitzenkandidaten gewählt. Bei der Bürgerschaftswahl in Hamburg 2001 erreichte die CDU unter Beusts Führung nur noch 26,2 %, während die SPD mit 36,5 % stärkste Fraktion blieb. Mit der überraschend starken Partei Rechtsstaatlicher Offensive (PRO) (Stimmenanteil 19,4 %) und der FDP (Stimmenanteil 5,1 %) konnte von Beust trotzdem eine Regierung bilden.

## Erster Bürgermeister der Freien und Hansestadt Hamburg

### Erste Amtszeit als Bürgermeister (2001–2004)

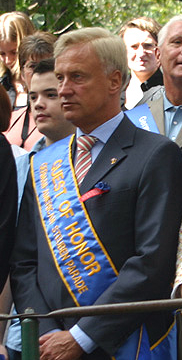
Ole von Beust 2006 als Ehrengast bei der Steubenparade in New York

Am 31. Oktober 2001 wurde er zum Ersten Bürgermeister gewählt. Beust war damit nach Kurt Sieveking der zweite Erste Bürgermeister Hamburgs, der von der CDU gestellt wurde. Zu seinem Stellvertreter bestimmte er den in der Öffentlichkeit umstrittenen Ronald Schill (PRO). Wie von Beust später erklärte, war er sich durchaus bewusst, dass dieser charakterlich „schwierig“ sei: 

„Schill war ein Mittel zum Zweck. Die Koalition mit ihm war ein machtpolitisches Kalkül. Ich war der Meinung, nach 44 Jahren muss die SPD weg, und hatte gehofft, dass er sich im Amt fängt.“

Am 29. August 2002 hielt Schill als Hamburger Senator im Bundestag eine Rede in einer Debatte zur Finanzierung der Flutkatastrophe in Ostdeutschland. Darin kritisierte er die Ausländerpolitik der rot-grünen Bundesregierung und warf ihr vor, statt Reserven für Katastrophen zu schaffen, zu viel für Zuwanderer gezahlt zu haben. Das sorgte tagelang für Aufsehen. Beust äußerte sich kritisch: „Wer im Bundestag oder im Bundesrat spricht, hat für das Land zu sprechen, nicht als Parteivorsitzender“. Schill habe nicht im Auftrag des Hamburger Senats gesprochen.

#### Affäre Schill
Im August 2003 entließ Ole von Beust neben dem durch anhaltende Vorwürfe (Dienstvergehen) angeschlagenen Staatsrat der Innenbehörde Walter Wellinghausen auch den Innensenator und Zweiten Bürgermeister Ronald Schill. Laut von Beust wollte Schill die Entlassung Wellinghausens mit der Drohung verhindern, andernfalls bekannt zu machen, dass Beust ein Verhältnis mit Justizsenator Roger Kusch habe und damit nicht anders als Wellinghausen Politik und Privatleben vermischt habe. Beust und Kusch wiesen das entschieden zurück: Sie seien nur Studienfreunde und Beust der Vermieter Kuschs. Schill bekräftigte seine Anschuldigungen und erzählte von angeblich „eindeutigen Geräuschen in der Wohnung“ während eines Besuchs Beusts bei Kusch. Er habe Beust nicht erpresst, sondern ihn lediglich aufgefordert, nicht zweierlei Maß bei Wellinghausen und sich selbst anzuwenden.
Wenig später outete sich Roger Kusch öffentlich als homosexuell. Ole von Beust wurde kurz darauf durch ein unabgesprochenes Interview seines Vaters als homosexuell geoutet. Er erklärte sich später froh darüber und sehe es positiv, dass alles Diesbezügliche schon von seinem Vater gesagt worden sei. Nach der Entlassung Schills stieg die Popularität Beusts stark an, Schill dagegen büßte Sympathien ein.
Am 9. Dezember 2003 löste von Beust die Regierungskoalition auf und kündigte eine vorgezogene Neuwahl für 2004 an. Darauf traten am 18. Dezember 2003 Schill und fünf weitere Abgeordnete aus der Partei Rechtsstaatlicher Offensive aus und gründeten die Ronald-Schill-Fraktion.

#### Bürgerschaftswahlen 2004
Die Bürgerschaftswahl am 29. Februar 2004, vor der die CDU mit dem Dreiklang-Slogan „Michel – Alster – Ole“ und „Ole wählen. Konsequent. Fair. Engagiert.“ einen reinen Personenwahlkampf mit von Beust bestritten hatte, endete mit einem Wahlsieg der CDU (47,2 %). Die CDU erreichte damit erstmals eine absolute Mehrheit in Hamburg; FDP und PRO kamen nicht über die Fünf-Prozent-Hürde und schieden aus der Hamburgischen Bürgerschaft aus. Schill zog nach der Wahlniederlage nach Brasilien.
Gegenüber Beusts Wahlkampf kam aus den Reihen der Bürger, der rot-grünen Opposition und aus den Medien einige Kritik auf. So sendete kurz vor der Wahl die ARD in ihrer Sendung Panorama einen kritischen Beitrag zu den Medien des Springer-Verlags, die seinerzeit rund 85 Prozent des Hamburger Zeitungsmarkts beherrschen und denen Kampagnenmache zugunsten Beusts vorgeworfen wurde.

### Zweite Amtszeit als Bürgermeister (2004–2008)

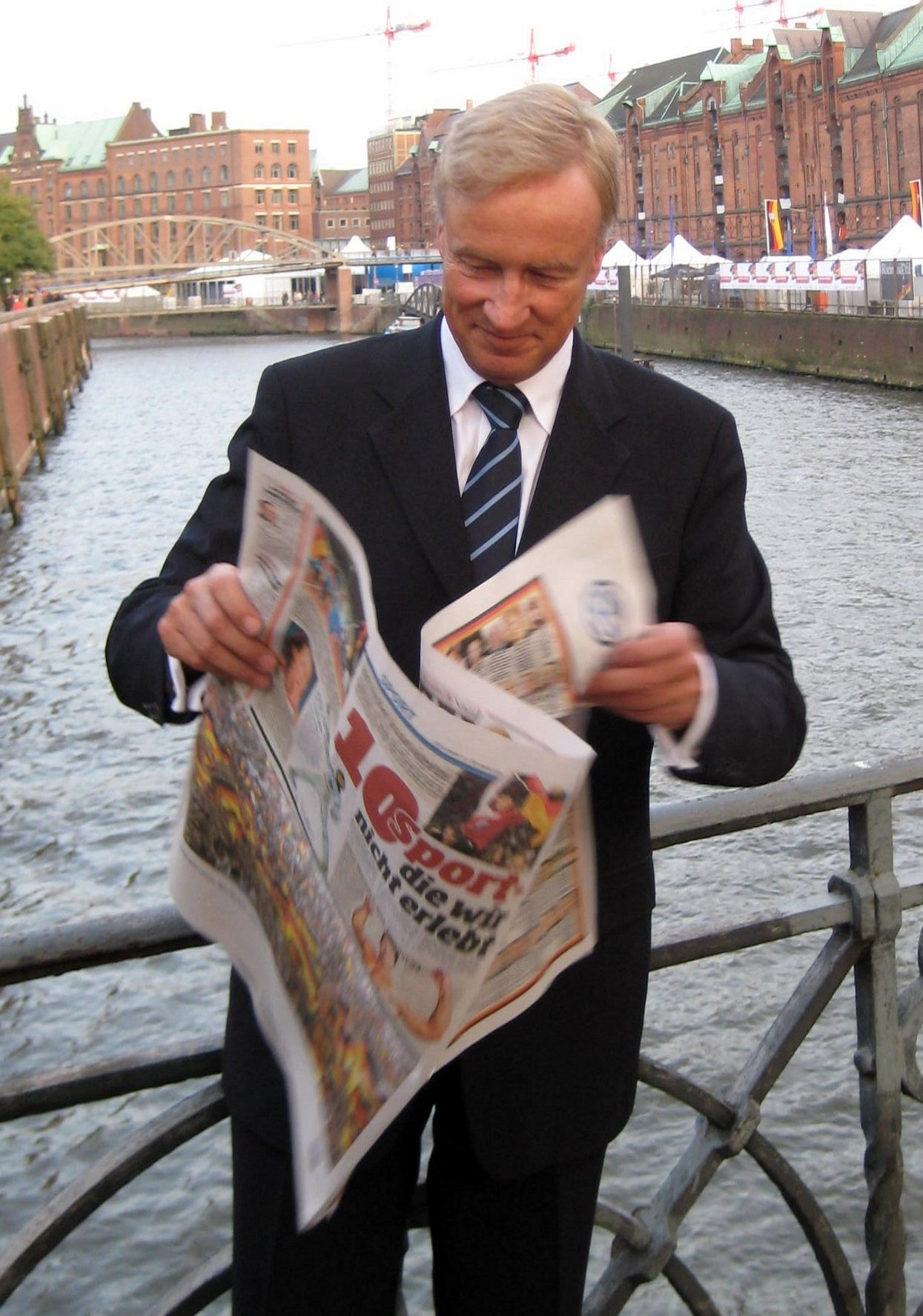
Ole von Beust beim Fest anlässlich des Tags der Deutschen Einheit (2008)

Zu Beginn seiner zweiten Amtszeit verkleinerte von Beust den Senat von zehn auf neun Senatoren (Senat von Beust II). Aufgrund der absoluten Mehrheit bestand das Kabinett nun nur noch aus Senatoren der CDU sowie vier parteilosen Senatsmitgliedern. Nach zwei Jahren entließ Beust seinen Justizsenator Roger Kusch. Er begründete dies damit, dass dessen Behörde ohne Erlaubnis in den Besitz von vertraulichen Unterlagen aus einem parlamentarischen Untersuchungsausschuss gelangt sei und diese weitergegeben habe. Kusch erklärte später, der rechtswidrige Erhalt dieser Unterlagen sei lediglich eine „freundliche Geste“ und eine „kleine Wiedergutmachung für die vollkommen inakzeptable Behandlung“ bei seiner Vernehmung vor dem Ausschuss gewesen.
Während seiner zweiten Amtszeit war von Beust turnusgemäß ab 1. November 2007 für ein Jahr Präsident des deutschen Bundesrates. Im Jahr darauf war Beust Erster Vizepräsident des Bundesrates.
Auf einer Klausurtagung der CDU in Jesteburg wurde beschlossen, den Wahlkampf 2008 wie bereits 2004 auf den Bürgermeister zuzuschneiden (Motto: „Allianz für Ole“). Am 1. April 2007 gab von Beust bekannt, sich im Falle einer Niederlage gegen den SPD-Spitzenkandidaten Michael Naumann bei der Bürgerschaftswahl am 24. Februar 2008 aus der Politik zurückzuziehen. Bei der Landesvertreterversammlung der Hamburger CDU am 2. Juni 2007 wurde Beust mit einem Ergebnis von 98 % (193 von 197 Stimmen) auf Platz 1 der Landesliste gewählt. Laut einer Studie der Universität Hamburg wurde von Beust im Wahlkampf durch die Hamburger Bild-Zeitung messbar unterstützt. Bei der Bürgerschaftswahl erhielt die CDU 42,6 % der Wählerstimmen und damit 4,6 % weniger als 2004.

### Dritte Amtszeit als Bürgermeister (2008–2010)
Da die CDU damit ihre absolute Mehrheit der Parlamentssitze verloren hatte, bildete Ole von Beust eine Koalitionsregierung mit der Grün-Alternativen Liste (GAL), die erste schwarz-grüne Koalition auf Landesebene (Senat von Beust III). Er erklärte, er sehe auch auf Bundesebene einige Gemeinsamkeiten. Allerdings strebe die CDU wieder ein Bündnis mit der FDP an.
Am 18. Juli 2010, dem Tag des Volksentscheids über die Schulreform in Hamburg, gab Ole von Beust eine halbe Stunde vor der Schließung der Wahllokale auf einer Pressekonferenz im Hamburger Rathaus seinen Rücktritt vom Amt als Erster Bürgermeister von Hamburg mit Wirkung zum 25. August 2010 bekannt. Mit ihm traten auch der Staatsrat der Senatskanzlei Volkmar Schön und die Kultursenatorin Karin von Welck zurück. Am 25. August 2010 wählte die Bürgerschaft daraufhin Christoph Ahlhaus zum Ersten Bürgermeister. Von Beust gab später als Gründe für den Rücktritt an, zum einen im Amt dünnhäutiger geworden zu sein, zunehmend Skrupel vor unpopulären Entscheidungen und Sorgen vor Kritik gehabt zu haben und damit weniger Kraft und Mut, Dinge durchzukämpfen. Zum anderen sei in einem Spitzenamt aus Sicht von außen schnell „verbraucht“, was anfangs noch als „charmant, witzig, originell“ empfunden wird. Auch habe er schon bei der Wahl 2008 geplant, 2012 nicht mehr anzutreten.

## Privatisierungen
Geprägt war die Amtszeit von Beusts auch von Privatisierungen. Obwohl sich in einem Volksentscheid die Bevölkerung dagegen ausgesprochen hatte, wurde der Landesbetrieb Krankenhäuser mehrheitlich an den privaten Betreiber Asklepios verkauft, ein Anteil von 25,1 % verblieb bei der Stadt Hamburg. Weiter wurden rund 30 % des Hafenunternehmens HHLA an die Börse gebracht. Erworben wurden über 20 % des Emissionsvolumens von Privatanlegern sowie von Mitarbeitern, die alle ein Vorkaufsrecht mit einem Preisabschlag von 50 % besaßen. Die Gewerkschaften ver.di und die rot-grüne Opposition kritisierten diesen Vorgang, da sie sich nur eine Ausgabe von stimmrechtslosen Volksaktien vorstellen konnten. In diesem Zuge kam es kurzzeitig zu größeren Demonstrationen in Hamburg.
2002 gab von Beust mit den Worten: „Damit ist der Stadt am besten gedient“ die letzten 25,1 % Aktienanteile an dem ehemals staatseigenen Stromproduzenten HEW für 869 Millionen Euro plus einer Sonderzahlung von 96 Millionen Euro an Vattenfall Europe ab. 2007 bedauerte er dies öffentlich („Heute würde ich die HEW nicht mehr verkaufen“, da durch die Privatisierung „die Stadt keinen Einfluss mehr auf die Strompreise und nur geringen Einfluss auf die Investitionen des Unternehmens hat“).
Darüber hinaus wurden durch das „Projekt Immobilienmobilisierung“ (Primo) in der zweiten Amtszeit von Beusts in Zusammenarbeit mit dem Finanzsenator Wolfgang Peiner zwischen 2006 und 2008 über 130 Grundstücke privatisiert; darunter beispielsweise die Grundstücke des Bartholomayhauses, des Bieberhauses, der Alten Post oder der Finanzbehörde am Gänsemarkt. Die Stadt Hamburg erzielte hierdurch Einnahmen von über einer Milliarde Euro und schloss jeweils Mietverträge über einen Zeitraum von 20 Jahren. Nach Ablauf dieses Zeitraums drohen der Stadt Mieterhöhungen, kostenintensive Rückkäufe der Grundstücke oder alternativ Umzüge von zahlreichen Behörden.

## Nach der politischen Karriere
Beratertätigkeit bei Wirecard AG
Von Juni 2018 bis Juli 2020 arbeitete Ole von Beusts Beratungsfirma „von Beust & Coll.“ für die Wirecard AG, wie auf Anfrage des Spiegel bestätigt wurde. Das Mandat umfasste laut Bundestagsunterlagen die gezielte Herstellung politischer Kontakte – etwa im Bundeskanzleramt – sowie das Monitoring politischer Trends, etwa in der Glücksspielbranche. Von Beusts Engagement endete kurz vor Wirecards Insolvenz im Juli 2020; von Betrugsvorwürfen gegen das Unternehmen sei ihm zu diesem Zeitpunkt nichts bekannt gewesen, so sein Sprecher.

## Mitgliedschaften und Engagement
- Ole von Beust engagiert sich seit 1986 im Rotary Club Hamburg-Wandsbek[42] und ist Schirmherr der Initiative Schüler Helfen Leben.
- Er führte im August 2009 die Lesben- und Schwulen-Parade am Christopher Street Day in Hamburg an. Sie stand unter dem Motto „Flotter 3er für das Grundgesetz“.[43]
- Von Beust ist Geschäftsführer der smartparking Initiative für Parkraumbewirtschaftung.[44][45][46]
- Von Beust wurde am 21. September 2017 in den Aufsichtsrat der Senvion S.A. berufen und legte das Amt wegen der Insolvenz des Unternehmens am 24. April 2019 nieder.[47]

## Veröffentlichungen
- Politische Vertrauenskrise in Deutschland? Eine Bestandsaufnahme. Hrsg. von Martin K. W. Schweer. Waxmann, Münster 2000, ISBN 3-89325-874-4.
- Probleme der Rekommunalisierung aus Sicht der Kommunen am Beispiel der Freien und Hansestadt Hamburg. In: Ulrich Ehricke (Hrsg.): Energiewirtschaftsrecht im Spannungsfeld von marktlicher Freiheit und hoheitlichen Einschränkungen. Nomos, Baden-Baden 2011, ISBN 978-3-8329-6932-5.
- Mutproben. Ein Plädoyer für Ehrlichkeit und Konsequenz. Gütersloher Verlagshaus, Gütersloh 2012, ISBN 978-3-579-06662-2. Auch als E-Book unter ISBN 978-3-641-07517-0.